# 바르노 이스하코바
바르노 베라호브나 이스하코바(러시아어: Барно Бераховна Исхакова, 타지크어: Бахмал Бераҳовна Исҳоқова, 1927년 5월 12일 ~ 2001년 9월 7일)는 타지키스탄의 가수이다.

## 같이 보기
- 투르키스탄
- 우즈베키스탄
- 부하라